# 林鳳嬌
林 鳳嬌（リン・フェン・ジャオ、英: Joan Lin、ジョアン・リン、1953年6月30日 - ）は、台湾台北市出身の女優。

## 人物・経歴
貧困のせいで、中学を卒業することなく、働き始める。やがて、デビュー作『潮州怒漢』によって、またたく間に人気を得、1979年第25回アジア太平洋映画祭において、最優秀主演女優賞を受賞する。また同年の第16回金馬奨において、最優秀主演女優賞を受賞。当時人気だった、秦漢、秦祥林、林青霞の4人は、「二秦二林」と呼ばれ、人気を博した。
夫のジャッキー・チェンとは、1981年1月に知り合っている。翌1982年にロサンゼルスで極秘に結婚式を挙げた。同年、息子の房祖名（ジェイシー・チャン）を出産。出産後は芸能界には復帰せず、引退した。
2012年の『ライジング・ドラゴン』に、夫であるジャッキーからの願いでカメオ出演している。

## 出演作

### 映画
1972年
- 「潮州怒漢」

1973年
- 「唐山功夫」

1974年
- 「大殺三方」
- 「少林和尚」
- 「風雲群英」

1975年
- 「近水樓台」
- 「吾土吾民」
- 「女學生」
- 「碧雲天」

1976年
- 「情話綿綿」
- 「桑園」
- 「蝴蝶谷」
- 「浪花」
- 「一封陌生女子的來信」
- 「珈琲美酒檸檬汁」
- 「翠湖寒」

1977年
- 「風鈴風鈴」
- 「雲愛雲愛」
- 「又是起風時」
- 「彩雲在飛躍」
- 「飛躍愛情橋」
- 「我心迷惘」
- 「愛情走廊」

1978年
- 「生きてる限り僕は負けない」

2012年
- 「ライジング・ドラゴン」 - カメオ出演